# سلما چلبی
سلما چلبی روزنامه‌نگار در بی‌بی‌سی و کارگردان فیلم است. او در بریتانیا از پدری عراقی و مادری بریتانیایی متولد شد. او چند فیلم کوتاه در مورد وطن پدری‌اش عراق ساخته است.